# Goin’ Through

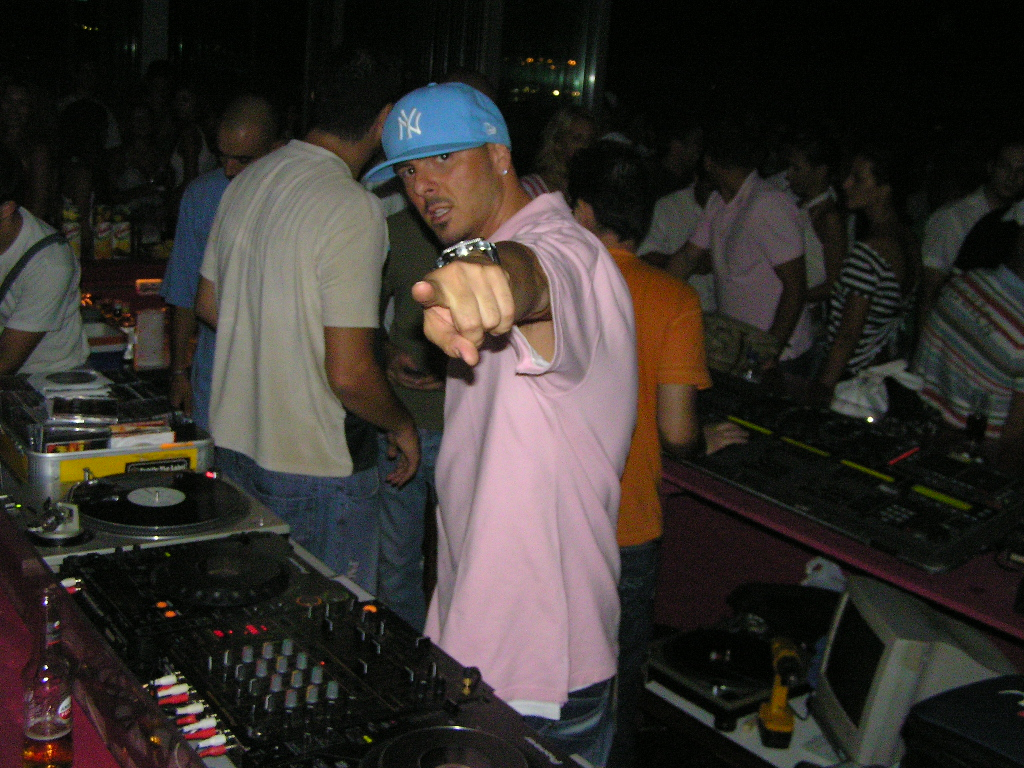
Nikos Vourliotis

Goin’ Through ist eine griechische Popband, die sich besonders mit griechischem Rap und Hip-Hop beschäftigt.

## Werdegang
Die Gruppe wurde 1993 von Michalis Papathanasiou (Μιχάλης Παπαθανασίου) und Nikos Vourliotis („NIVO“ – Νίκος Βουρλιώτης) gegründet und brachte ihr erstes Album Αναζήτηση (Anazitisi ‚Suche‘, ‚Nachforschung‘) im Jahre 1995 heraus. Bekannt wurde die Gruppe mit dem Remake eines alten Songs Γαρύφαλλε – Γαρύφαλλε, das sie gemeinsam mit dem ursprünglichen Sänger dieses Stücks, dem im Jahre 2004 verstorbenen griechischen Entertainer und Schauspieler Vlassis Bonatsos, aufnahm. 1999 erschien die Single Θέλω να γυρίσω (Thelo na giriso ‚Ich will zurückkehren‘), ein Duett mit dem Sänger Giorgos Mazonakis. Die Single war ein großer Erfolg und erreichte sogar Platin-Status. Ihr nächster Hit war eine Single-CD mit dem Titel Εκεί που βρίσκεται το φώς (Eki pou vriskete to fos ‚Dort, wo das Licht ist‘).
Im Jahre 2002 erschien ihr Album Συμβόλαιο Τιμής (Vertrag der Ehre), welches in Zusammenarbeit mit mehreren bekannten griechischen Künstlern entstand. 2004 folgte La Sagrada Familia, für das die Gruppe vom bekanntesten griechischen Musik-TV-Sender MAD TV als beste griechische Hip-Hop-Gruppe ausgezeichnet wurde. Mit ihrem im Mai 2006 erschienenen Album Vendetta waren sie lange Zeit unter den Top 5 der griechischen Charts. Der Haupttitel "Καλήμερα Ελλάδα (Guten Morgen, Griechenland) wurde binnen kurzer Zeit über 200.000 mal heruntergeladen. Ihre nächste CD mit Namen Μικροί Θεοί (Mikri thei ‚Kleine Götter‘) enthält auch einige Videos und die Geschichte der Gruppe. Dem Album Goin’ Through – THE DUETS (erschienen 2006) folgte im Dezember 2007 das Album Veto.

## Diskografie

### Alben
- 1995: Anazitisi
- 1997: Mikroi Theoi
- 1998: III
- 2001: Symvolaio Timis
- 2004: La Sagrada Familia
- 2006: Vendetta
- 2007: Veto
- 2010: Joker
- 2012: Gallery
- 2015: 20
- 2019: ISO 9001

### Kompilationen
- 2000: Best
- 2006: The Duets
- 2007: Family The Label Collection Vol. 1
- 2008: Revisited / Best Of
- 2008: Η γιορτή – The early years (CD und DVD)
- The Old & New Family The Label Collection Vol. 2

### Soundtracks
- 2007: I-4 Loufa Kai Apallagi (mit The Family)

### DVDs
- 2005: La Sagrada Familia Story – The Movie (DVD)

### NiVo
- 2004: Streetbeat
- 2006: Plays The Game
- 2008: Plays The Game 2

### Singles (Auswahl)
- 1999: Thelo Na Gyriso (mit Giorgos Mazonakis)
- 2005: Poso M..... Eisai (mit Isorropistis)
- 2005: Gynaikes (mit TNS & Alexis D.)
- 2006: Kalimera Ellada
- 2006: Echo Mia Yponoia (mit Thirio & Isorropistis)
- 2007: Karta (mit Nevma)
- 2007: Den Antecho (mit Eva Geovanekou, Thanasis Tsaltampasis & Dimos Beke)